# Aron (Mayenne)
Aron ist eine französische Gemeinde mit 1.830 Einwohnern (Stand: 1. Januar 2022) im Département Mayenne in der Region Pays de la Loire; sie gehört zum Arrondissement Mayenne und zum Kanton Lassay-les-Châteaux. Die Einwohner werden Aronnais genannt.

## Geographie
Aron liegt etwa 29 Kilometer nordnordöstlich des Stadtzentrums von Laval am Fluss Aron. Umgeben wird Aron von den Nachbargemeinden Saint-Fraimbault-de-Prières im Norden, Champéon im Nordosten, Marcillé-la-Ville im Osten, Grazay im Osten und Südosten, Jublains im Süden und Südosten, Belgeard im Süden, La Bazoge-Montpinçon im Süden und Südwesten sowie Mayenne im Westen.
Im Gemeindegebiet liegt der Flugplatz La Rogerie.

## Bevölkerungsentwicklung
| Jahr                       | 1962 | 1968 | 1975 | 1982 | 1990 | 1999 | 2006 | 2019 |
| Einwohner                  | 1117 | 1056 | 1141 | 1293 | 1378 | 1550 | 1698 | 1819 |
| Quellen: Cassini und INSEE |      |      |      |      |      |      |      |      |

## Sehenswürdigkeiten
- Kirche Saint-Martin, 1955 erbaut
- Kapelle Sainte-Anne aus dem 19. Jahrhundert
- Donjon aus dem 11. Jahrhundert, Reste der Burg Aron, mit dem Park Les Forges

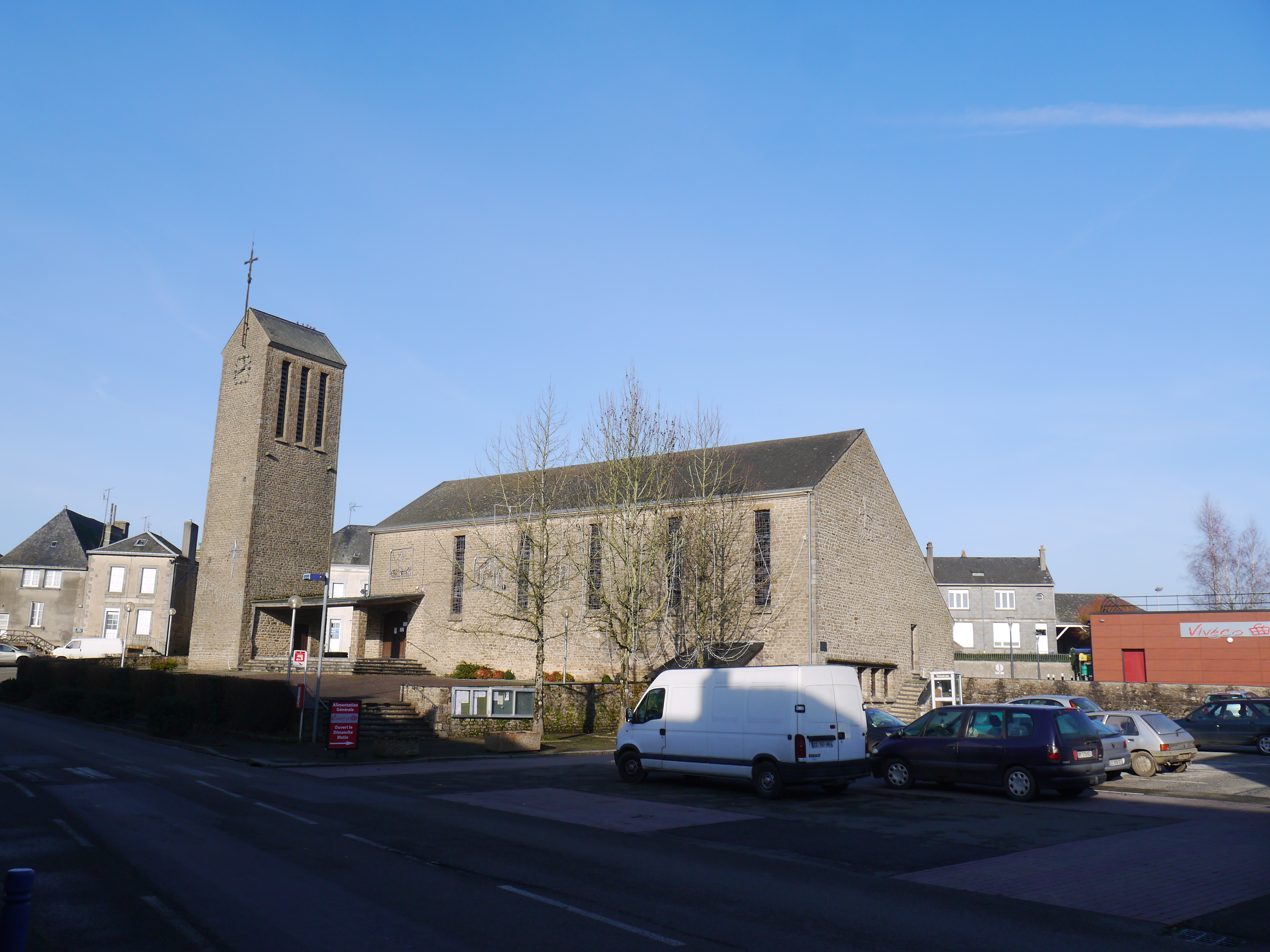
Kirche Saint-Martin

## Persönlichkeiten
- Vital Grandin (1829–1902), Bischof von Saint-Albert, verbrachte seine Jugend in Aron